# كيني بارون
كيني بارون (بالإنجليزية: Kenny Barron)‏ هو عازف بيانو وملحن أمريكي، ولد في 9 يونيو 1943 في فيلادلفيا في الولايات المتحدة.

## وصلات خارجية
- الموقع الرسمي
- كيني بارون على موقع IMDb (الإنجليزية)
- كيني بارون على موقع ميوزك برينز (الإنجليزية)
- كيني بارون على موقع أول ميوزيك (الإنجليزية)
- كيني بارون على موقع ديسكوغز (الإنجليزية)